# ゆらゆらと揺れる海の彼方
『ゆらゆらと揺れる海の彼方』（ゆらゆらとゆれるうみのかなた）は近藤信義による日本のライトノベル。イラストはえびね。電撃文庫（メディアワークス→アスキー・メディアワークス）より2004年1月から2008年11月まで刊行された。

## ストーリー
レールダム福音連邦ローデウェイク辺境州の「城代」であるジュラと、「辺境公」であり異母兄でもあるラシードが民主政治を旗印とし、世界統一を目指すシグルド率いるアールガウ神聖帝国と戦う架空戦記である。

## 登場人物

### ローデウェイク福音王国（旧ローデウェイク辺境州）
元レールダム福音連邦を構成する地方であったが、第二次ストレイエン沖会戦において、アールガウ神聖帝国を討ち破った後にバストーニュ王国の後ろ盾のもと独立。初代国王ラシード・アレクシオ。
ジュラ
ローデウェイク福音王国元帥で、紫苑騎士団の事実上の団長。元ローデウェイク辺境州の「城代」。
ぶっきらぼうで乱暴な性格。しかし、情に篤い人間で周りからは尊敬されている。彼自身は異母兄であるラシードの事を尊敬しており、ラシードには頭が上がらない。戦闘能力や戦術思案に関しては天才的な能力を持っており、同時に騎士としての実力も非常に高く、ローデウェイク内で彼に並ぶ騎士は少ない。
全州総督エルンスト・カジミールと正妃アスリア・スウェーリンクとの子だが、顔に醜いアザがあったためから母親に嫌われ、天才といえる素質故に父親から疎んじられた結果、戸籍上から抹消され捨てられた過去を持つ。普段は顔に奇抜な化粧を施し、アザを隠している。
ラシード・アレクシオ
ローデウェイク福音王国国王。元ローデウェイク辺境州の辺境公。
義父ラティーフ・アレクシオ亡き後、辺境公の座に就く。異母弟のジュラとは違い、穏やかで真面目な性格。民を思いやる気持ちは強く、荒れる戦況の中で苦悩していく反面、アールガウ神聖帝国の皇帝シグルド相手に対等の交渉を見せるなど、政治面で高い能力を持つ。
実の父親はエルンスト・カジミールで母親はエルンスト・カジミールの館で下働きをしていた女性であり、厄介払いとしてラティーフ・アレクシオのもとに嫁がせられる。そのためラシードは庶子にあたる。厄介払いとしての結婚だったが義父と母親の関係は仲むつまじく、ラシードも義父のことは慕っていた。
ノウラ
「第二次エルメロー沖会戦」から帰還したジュラ達の目の前に現れた記憶喪失の少女。血が苦手で匂いを嗅いだだけで気絶、意識が朦朧する。それ故に、戦場から帰ってきたジュラに石を投げつけるなどをした。そうした事件からラシードの養子として城に招き入れられる。名前の意味は「光」であり、ラシードから付けられた。
カスパール・ハルス
「紫苑騎士団」の斥候隊の隊長を務める青年。出生に関する問題から、生後16年間を光の無い牢獄で育った。その影響から視力が異常なほどに鍛えられたが、陽の光の下では目隠しをしないと目が潰れてしまう後遺症を持った。ローデウェイク福音王国の外交、情報収集機関(黒の家)の長官になる。
ヤン・イーフェン
「紫苑騎士団」の将軍。元は突撃部隊の隊長。ジュラとまともに戦うことが出来る数少ない人間で、神国ユーロンの出身。寡黙な人物。七年前に紫苑騎士団に入団。
ヘラルト・ロイスダール
ローデウェイク福音王国宰相。沸点が低く、不真面目なジュラに対しては日常的に激怒している。一方で政治面においては、考えなしの人物ではなく人望もある。ラシードとは幼馴染で親友、お互いに深い信頼がある。しかし、お節介な部分もあり、国のためとはいえ、バストーニュ王国からクローデット・サンティレールの縁談が持ち込まれるまでラシードが辟易するほど見合いをこれでもかと勧めていた。
ウォルフラム・ウィーラント
元アールガウ神聖帝国の騎士。兄が率いる騎士団にいたが、ジュラの戦いぶりを見て憧れをいだく。その後、紫苑騎士団に入団する。ローデウェイク福音王国の海獣開発機関(白の家)の監督官になる。
カレル・ロイスダール
ヘラルト・ロイスダールの息子。父親によく似ている。
ブールハーフェ
ロイスダール家の家臣でカレルのお目付け役。親子二代のお目付け役をしている。
オルデン・バルネフェルト
「紫苑騎士団」の重鎮で騎士団内に影響力があった好人物だったが…。
スリューテル
ジュラを目の敵にしている「紫苑騎士団」の幕僚の一人。個人的にジュラの事を嫌っていたが、騎士としてのジュラは認めており、高く評価し尊敬していた。
コーニンスクロー
「紫苑騎士団」の幕僚の一人。古参の幕僚で、ラシードに生き延びる事が君主の役目と忠告した。
ベティエ・アルベルディンク
古くから続く男爵家の娘。22歳まで未婚であったが、ある貴族の饗宴でヘラルト・ロイスダールが彼女の行動に一目惚れ、その宴の翌日に求婚し渋る彼女に土下座してまで結婚をした。結婚前には舞踏会で相手を投げ飛ばすという武勇伝ももつ、ある意味女傑。ジュラも彼女には頭が上がらず、ジュラをたしなめることのできる稀有な人物。
突撃隊副隊長
紫苑騎士団の突撃隊副隊長。ヤン・イーフェンが寡黙なため、彼の命令を理解できる重要な人材である。

### レールダム福音連邦
130年前の民衆蜂起を契機に民衆とそれに賛同した貴族達が五十年戦争を戦い抜き、バストーニュ王国から独立した国。八つの州にて構成されている。それぞれの州には州総督と呼ばれる大貴族によって治められている。八人の州総督の中から全州総督が選挙によって選ばれる。また、政治にも、平民の意見を取り入れるなど他の国に比べて、平民の発言権がある。
エルンスト・カジミール
レールダム福音連邦の（最後の）全州総督。歴史的に見れば十分な評価が与えられる人物だが、己より上の才能に強い嫉妬を覚える。ラシード、ジュラの実父であるが彼らを辺境・ローデウェイクに追いやる。
アスリア・スウェーリンク
ジュラの実母。自分の容姿に絶対の自信を持っている。
ヘルブラント・ベルケンローデ
決水公、ルクスワウデ決水州を治める州総督。すでに高齢のため息子に後を譲ろうとするが、息子に汚名を着せられ殺される。凡庸な人物で日和見主義者、しかし、ルクスワウデ決水州の事を考えての行動。優秀な息子に後を託す事しか考えていなかった。
レオナルト・ベルケンローデ
決水公の息子。レールダム福音連邦を見限り、アールガウ神聖帝国に寝返った。父親を殺害し、その罪をローデウェイク辺境州に被せ、ローデウェイクに宣戦布告する。自己の才覚に溺れ、ジュラに敗れる。
ラティーフ・アレクシオ
先代の辺境公、身体が弱く、長くは生きられないと言われていた。人が良く人を疑う事がなかった。また、戦場には一度も立つことはなかった。ラシードとジュラにとっては実の父の様な存在であった。新聖歴515年に病没。

### アールガウ神聖帝国
元はネフェールス大陸にあった三大国家の一つロットヴァイル皇国を打倒し建国された国。アールガウとは初の世界統一国家アールガウ帝国の事である。そのため、シグルドは再び世界統一国家樹立のため、その名を踏襲した。
シグルド・ヴァン・フォルセティ
アールガウ神聖帝国「皇帝」。
自国ロットヴァイル皇国（のちのアールガウ神聖帝国）を一代にしてアールガウ神聖帝国に築き上げた英雄。当時、階級社会が当たり前だったにもかかわらず、シグルドは平民から皇帝まで駆け上がった。24歳で元帥、現在は32歳と若い皇帝である。温和な性格で何事にも冷静（朴念仁とも言える）、それ故に周りの人間は彼の発言に振り回されっぱなしである。しかし、それが憎めないのが彼の凄さでもある。
彼が世界統一を目指す理由は貴族による支配ではなく、共和制国家を作り上げること。彼は皇帝と言う立場を、そのための一時的なものとして捉らえている。
彼が率いる軍は「神聖近衛騎士団」。
エミリア・アルトルフ
アールガウ神聖帝国の筆頭侍従官。エレオノーラの姉。シグルドに好意を抱いているが、打ち明けずにいる。女性ながら優秀な騎士。昔は部屋に閉じ篭って、本ばかりを読んでいた。
エレオノーラ・アルトルフ
アールガウ神聖帝国の皇妃。エミリアの妹である。シグルドを暗殺しようとした酒宴でシグルドが飲むはずだった毒入りの杯を代わりに飲み、一命は取り留めたが後遺症が残り、下半身が麻痺してしまった。昔は行動的で明るく、じゃじゃ馬と呼ばれていたが、今ではその面影はない。七皇戦争時、シグルド達、義勇軍が活躍できたのも彼女のおかげである。
ワルゼック・シュニッツラー
皇帝直属騎士団の一つ、白楔騎士団の将軍。七皇戦争時にはキルヒベルク公に仕えていたが謂れの無い差別によって冷遇されていた。シグルドと対立していたが、ノイマルクト会戦後よりシグルドに引き抜かれ彼の軍門に降った。アールガウ内ではブーテナント、クリムト、ラーゲルレーブを除くと古株になる（義勇軍旗挙げ以来の戦友であるブーテナント、当時一兵卒だったクリムトを除けばラーゲルレーブに次いでシグルドに将として配下に加わっている）。子爵家当主。
ノイラート
白楔騎士団の副官。ロットヴァイル皇国時代からシュニッツラーに付き従っているが、実際は親の代から続く関係であり、完全な腐れ縁である。シュニッツラーとは性格も正反対な凸凹コンビであるが、不思議とウマが合っている。
オスヴァルト・ロンベルク
皇帝直属騎士団の一つ、蒼影騎士団の将軍。騎士団の性質上、シュニッツラーとは反目し合っている。シグルドを神の如く崇拝しており、愛国心の塊のような男で、三年前から直属騎士団を任せられるようになった。しかし、その愛国心ゆえに時として頑迷で融通の利かない一面を見せる。瓜二つの副官が居る。伯爵家当主。
オスカー・エミール・アイスナー
蒼影騎士団の副官。自我を殺して、ロンベルクに従っていた。ロンベルクと仕草、考え方まで瓜二つであるが、多少はロンベルクより考え方が柔軟である。
クラウス・オスターデ
レールダム福音連邦の元幕僚。
全州総督エルンスト・カジミールと確執を持っていたことからレールダムが併合された際に、アールガウの軍門に下る。その際、強引な手段を用いてシグルドに自身の実力を認めさせたため、ワルゼックなど一部の例外を除き殆どの者達から嫌われている。
エルウィン・アロイス・クリムト
皇帝直属騎士団の一つ、梔曜騎士団の将軍。シグルドが義勇軍時代からの部下で、シグルドが皇帝に即位後、将軍に抜擢される。普段は小心者だが、一度逆上してしまうと性格が豹変する。副官がその性格を知って、すぐに転属願いを出すほど、すでに副官は4人目。
アルフォンス・ラランド
皇帝直属騎士団の一つ、黒颯騎士団の将軍。目立ちがり屋で、自分が流行の最先端にいると勘違いしている。しかも、服のセンスは流行と比べてかなりずれている。元はバストーニュ王国から亡命してきた貴族。バストーニュ王国の事は詳しい。
クリストフェル・ラーゲルレーブ
皇帝直属騎士団の一つ、赤槍騎士団の将軍。盲目の将軍でシグルドが七皇戦争時に仲間に引き入れた異民族。彼の民族は不当な差別を受けていたが、シグルドの皇帝即位後に自由を与えられる。盲目のため、戦場の気配(相手の感情や眼に見えない士気など)を察知する事ができる。
ニルス・ラーゲルレーブ
クリストフェルの弟で、赤槍騎士団の副官。盲目である兄の目として共に行動している。子供の頃に兄にかばってもらい、それが原因で兄が失明してしまう。
ハルベルト・バルラッハ
皇帝直属騎士団の一つ、緑戌騎士団の将軍。シュニッツラーと同様、七皇戦争時にはキルヒベルク公に仕えていたが出奔する。齢54歳の老兵だが、性格は世話好きで家族想い。部下にも慕われている。七皇戦争時にはシグルドに最後まで抵抗していた。拠点防衛を得意とし、通称＜愛国の盾＞と呼ばれる。アールガウのバストーニュ侵攻の際、重要な補給拠点であるエルメローの防衛をしていたが、ジュラの奇策に破れ、捕虜となってしまう。その後、ローデウェイク福音王国との交渉の末、解放された。
ニクラス・ウェルナー
緑戌騎士団の副官。バルラッハの次女エリザの娘婿である。七皇戦争時には結婚をしていなかったが、516年には結婚し娘がいる。大雑把なバルラッハを補佐をしているが、少し神経質なため、部下に自分と同じ能力と仕事を求めてしまう。そのため、部下として優秀であるが、将官としては失格とバルラッハに評されている。
グレゴール・ブーテナント
皇帝直騎士団の一つ、碧衝騎士団の将軍。シグルドの義勇軍時代の仲間の一人、ギュンターの弟であり、渋々、義勇軍に参加したが的確に命令された事を完璧にこなすなど能力は高い。普段から無口で必要以上喋らない。義勇軍の紋章、双頭の鷲の紋章を書く。

### バストーニュ王国
三大国家の一つ、世界最大の国土を持つ国。その広大な領土を治めるため、北部、南部、西部に総督府を置いている（レールダム福音連邦が東部地方であったため東部はない）。現在二つの勢力に分かれて内紛寸前になりつつある。また、長年に及ぶ不正、悪政により国力が低下している。アールガウ神聖帝国が強大化を危険視し、ローデウェイク福音王国と同盟を結ぶ。お家芸は高速突撃。
ロベール九世(ユベール・サンティレール)
バストーニュ王国の現国王。兄のロベール八世の遺志を継ぎ、自国の腐敗を改革しようとして、孔雀(パーン)派を結成。実の母親エレディア・エリュアールと対立する。しかし、性格は臆病者で泣き虫。ノウラに助けられて、彼女に好意を抱く。
エレディア・エリュアール
バストーニュ王国の先々王ウード四世の第三皇妃。悪女と呼ばれる女性、バストーニュ王国を影で支配している。しかし、実態は周りから利用され続けられ、その罪を擦り付けられただけで、彼女自身の罪は少ない。子供の事しか考えていないため、進んで自ら悪女となり、子供の責任をすべて負おうとしている。
クローデット・サンティレール
ロベール九世の妹。ローデウェイク福音王国とバストーニュ王国の同盟強化のため、ラシードと婚約させられる。性格は極度の恥ずかしがり屋、初めてラシードに会った時に逃げ出してしまう(この時、ラシードに一目惚れをしている)。その後、ノウラに協力してもらい、ラシードに告白しようとする。
レオン・バルザック
バストーニュ王国北部総督府の総督で、また、北辰騎士団の騎士団長でもある。腐敗しているバストーニュ内で唯一、アールガウとまとも戦える戦力を持っている。孔雀(パーン)派に属しているが、中立に近い立場を執っている。
アルマン・グランヴェル
バストーニュ王国白鳥(シーニュ)派の宰相、ロベール九世によって、官僚入りした役人だが、ロベール九世の改革が性急過ぎるため、孔雀派から離れる。エレディアの本当の姿を知ったため、彼女のため白鳥派に入る。
オーギュスト・ブーランジェ
バストーニュ王国孔雀派の宰相、511年にロベール九世の寝室に入り込んで、改革の必要性を訴えた。その後、ロベール九世の片腕として、エレディアを離宮に隠遁させるなど性急な改革路線を走る。ローデウェイクも改革のため利用する。

### カディス連合王国
三大国家の一つ、別名赤熱の大国。バストーニュ王国とは遠戚関係であり、何度か反乱を共同で鎮圧するなどその関係は堅い。しかし、現在、国王派と国民派に分かれて内乱状態でアールガウ神聖帝国との五年間の不可侵条約を結ぶ。お家芸は戦車。

### ロットヴァイル皇国
三大国家の一つ、八つの貴族家が光皇候補、九家ある選皇侯と呼ばれる公爵家が選挙によって光皇を選ぶ政治体系を執っていた。しかし、決して一枚岩ではなく、群雄割拠といった状態であった。国力が低く、土地同士の結びつきも弱いなどの理由もある。貴族主義の国であり、貴族以外は人間と思っていなかった。その後、七皇戦争と呼ばれる内乱が勃発。シグルドによって内乱は終結し、ロットヴァイル皇国も滅亡した。

### アーミッシュ教国
世界宗教ミスラ教の大本山。世界中に信者を持ちその発言力は三大国家を上回るほど、また、世界最強の騎士団、聖翼騎士団を有する。国是に侵略戦争を否定し、全ての国家に対して中立の立場にいる。国家間の紛争の調停役も受け持つ。現在、アールガウ神聖帝国の強大化に危惧を覚え、密かにローデウェイク福音王国に協力する。

## 冥海(メノーグ)
カナンと呼ばれる出入り口から出入りができる異世界。冥海（メノーグ）で1ゼレト（2キロ)の距離は現実世界（ゲティーグ：冥海に対して人間たちの住む世界を指す）では5ゼレト（10キロ）に相当する。また、大気は人間にとって猛毒でマスク(防毒布)を着けなければ行動できない。

### 海獣(ラグナ)
正式名称ウルスラグナ。冥海を出入りできる生物、人間は海獣に乗るか、古代文明が作り出した冥海潜行装置を積んだ船しか冥海に出入りが出来ないため、この世界では大事な移動手段である。
アストライオス
レールダム福音連邦初の国産海獣。欠点が無いのが特徴。
能力は俊足、姿は六つの足を持つ狼である。
紫苑騎士団が主力として使用。
テルプシコラ
三十年前に開発された人工海獣の傑作。
能力はムーサの竪琴と呼ばれる音波攻撃、見えない攻撃のため脅威である。蝙蝠の姿をしている。
紅玉騎士団が主力として使用。
ゴヴァノン
レールダム福音連邦が決戦用として開発した人工海獣。
能力はゲトリクスの盾、あらゆる攻撃を無効化にする。姿は短い四肢と巨大な体躯、二本の角を持つ犀。
金剛騎士団が使用。
フォルナクス
世界中で使われている人工海獣。元はアールガウ神聖帝国のオードレリルを使いやすくした海獣。
能力は火球、姿は赤褐色の大蛇。
オードレリル
アールガウ神聖帝国が使用する天然海獣。
能力は火球、威力はフォルナクスより高いが、動きが鈍く、接近戦は苦手。姿は蝙蝠の翼を持つ大蛇。
アールガウのほとんどの騎士団に射撃用として配備されている。
ブリュンヒルデ
アールガウ神聖帝国が開発した人工海獣。グナーから改良。
能力は保護色、周りから自らの姿を消す。姿は天馬。
蒼影騎士団が主力として使用。
ヘルムウィーゲ
アールガウ神聖帝国が開発した広域殲滅海獣。オードレリルから改良。
能力は天陽(バルドル)、火球だが、オードレリルより威力がかなり高い。姿は三つの首と蝙蝠の翼を持つ大蛇。
赤槍騎士団に配備。一発しか撃てない。
オルトリンデ
アールガウ神聖帝国が開発した海獣。アウドムラから改良。
能力は疾風怒濤、風の衣を纏って突撃する。防御力はゴヴァノンに一歩譲るが、攻撃もできる。姿は黒褐色の水牛。
白楔騎士団に主力として配備。
フェンサリル
アールガウ神聖帝国が開発した現世界トップクラスの海獣。
能力は女神の紅涙(フリーアの紅涙)、超長距離からの攻撃。水球内の寄生虫が分裂し、近くにいる生命体に向かっていく。
直属騎士団用に開発された。
ワルトラウテ
アールガウの独自の発想から開発された海獣。
能力は坩堝の一滴(ボドンの一滴)、しゃぼん玉の強酸で敵に当たると連鎖的に他の玉も破裂する。姿はトカゲ。
梔曜騎士団主力。本来は機雷のように敷設する。
ジュピテール
バストーニュ王国が使用する中距離射撃用海獣。
能力は雷撃、中距離射撃用海獣は追加効果を持つものが多く、ジュピーテルは相手を麻痺させる事ができる。姿は羊。
バストーニュ王国のほとんどの騎士団に配備されている。
アドラスティア
バストーニュ王国が使用する高速突撃用海獣。
能力は俊足(アストライオスに比べて突進力がある。遊撃には不向き)。姿は獅子。
バストーニュ王国のほとんどの騎士団に配備されている。
モルフェウス
バストーニュ王国が開発した秘匿海獣。
能力は幻影、自分と同じ姿を相手に見せる。姿は三本の尻尾、額に小さな角を持つ馬。
五百の兵を十倍の五千いると錯覚させるなど能力は高い。(開発者メシエは失敗作と語る)
アルゲス
バストーニュ王国が開発した新海獣。
能力は雷撃、ジュピテールの追加効果をそのままに射程を伸ばした改良型海獣。姿は羊。
長い間、バストーニュが苦手とした遠距離戦を可能にした。白鳥(シーニュ)派が使用。
ヒュペリオン
バストーニュ王国北部総督府が独自に開発した海獣。
能力は天つ日(ヘリオス)、一発で百人以上を殲滅する事ができる火球を放つ。フォルナクスから改良、姿は三叉の大蛇。
試作型のため北辰騎士団のみ配備。また、一発かぎりしか放っていない。丸一日休養を取らなければ再び放つことができない。
アルカンジェリ
アーミッシュ教国が持つ天然海獣。
能力は火の刻印（アータル）と光の翼（シームルグ）。火の刻印は肉体強化。光の翼は瞬間移動（ただし、火の刻印と併用しなければ死亡する可能性もある）。姿は鮫。
世界で1267匹しかいない。両性具有で仲間が死ぬと自発的にカップルを作り、1267匹より減る事はないが、増える事もできない。乗り手を選ぶという性質もある。

## 年表
新聖歴元年
クロヴーィス大帝によって、統一国家アールガウ帝国が誕生。統一の暦、新聖歴が制定される。
新聖歴6年
クロヴーィス大帝、死去。
新聖歴8年
ツィリスの侮辱事件、クロヴーィスの遺児による争乱。アールガウ継承戦争が勃発。
新聖歴21年
ランクラールの和約によって、アールガウ継承戦争終結。帝国は三つに分裂し、カディス連合王国、バストーニュ王国、ロットヴァイル皇国が誕生する。
新聖歴100年代
ロットヴァイル皇国、第一期空位時代に入る。血みどろの争乱の果て、選皇侯による選皇会議が設けられる。
新聖暦300年代
ロットヴァイル皇国、光皇ルドルフ五世わずか15歳で死去。第二期空位時代に入る。
新聖暦335年
バストーニュ王国、凶作による物価高騰に端を発し、バストーニュ東部において民衆暴動。
新聖暦336年
バストーニュ王国にて、騒擾評議会が設置される。後に[鮮血の裁断]と呼ばれる強硬な裁断が行われた事から事態が悪化。ピーテル・ファン・アルテフェルデの蜂起(市民軍の結成)とレーウェンフック公爵の参戦(叛乱軍の結成)を誘発する事になり、五十年戦争が勃発。
新聖暦347年
4月、バストーニュ王国の一都市エンスにて和平条約、失敗する。
10月、東部諸都市が叛乱勢力と同盟を組む。福音同盟の結成。
新聖暦353年
同盟軍がバストーニュ王の統治権を否定する布告を発表する。独立に向けての運動が活発化。
新聖暦384年
バストーニュ国王ユーグ四世死去。同年11月両国和平交渉が始まる。
新聖暦385年
和平成立。バストーニュ王国東部統治権を放棄。五十年戦争終結。レールダム福音連邦の誕生。
新聖暦438年
ロットヴァイル皇国にて、光皇フェルディナント二世が即位。ロットヴァイル皇国を光皇主体に戻そうと改革を断行する。
新聖暦472年
光皇フェルディナント二世死去。後に選皇会議によってアルブレヒト一世が即位。母親がフェルディナント二世の遺志を継ぐと公言。二ヶ月後、母親と共に暗殺される。
新聖暦477年
アルブレヒト一世の弟クリストフ・クラナッハ、兄の死の真相の糾明されないため皇都エスタライヒを武力占拠、アルブレヒト二世と称し、勝手に即位する。後に七月の事変と呼ばれる事件を起こす。
12月、選皇侯の一人、キルヒベルグ公が武力行使。デューレンの戦いにおいて、アルブレヒト二世を敗れる。アルブレヒト二世、逃亡中に捕らえられ処刑される。
キルヒベルグ公、選皇会議を無視、ヨーゼフ三世の戴冠式を挙行。
新聖暦479年
七人目の光皇コンラート二世が選皇侯エヒテルナッハ公の後ろ盾のもと、戴冠式を挙行。七皇戦争が勃発。
新聖暦480年
選皇侯の一人レルモース公、同盟軍のワイマール公と共にキルヒベルグ公領に侵攻する。緒戦は同盟軍が勝利するが、フライシュタットの戦いにおいて、ワイマール公の裏切りに遭い、レルモース公敗北。七皇から六皇となり、戦争激化。
新聖暦481年
バストーニュ王国にてエレディア・エリュアール、ウード四世の第三夫人として宮廷に輿入れする。
選皇侯のオーバワルト公、ゼルツタール公領に侵攻。ほぼ互角の戦いを繰り広げる。
新聖暦482年
選皇侯のエヒテルナッハ公、ゼッキンゲン公領に侵攻。ほぼ同時期にラウフェン公、ゼッキンゲン公領に侵攻。三つ巴となり、六年間戦い続ける。
新聖暦484年
キルヒベルグ公病死。長男と次男が跡目争いする。ワイマール公、同盟を破棄し旧レルモース公領に侵攻。同地を占領。
キルヒベルグ公側、長男ハーロルト・ロートシルトが討伐軍を指揮。次男ゲオルグ・ロートシルトが援軍、物資を送らず、討伐軍孤立。ワイマール公に敗れ、長男戦死。ゲオルグが家督を継ぐ。
新聖暦488年
ワイマール公、勢いに乗りオーバワルト公領に侵攻する。オーバワルト公の本拠地のゼッサウまで攻め込むが、中継地にしていた旧レルモース公の本拠地ランデックをレルモース公の家臣に奪還される。退路を失い、オーバワルト公に反撃され、ワイマール公戦死。(七皇戦争前期が終了)
ゼッキンゲン公領を攻めていたラウフェン公とエヒテルナッハ公が膠着状態に見切りをつけ撤退。
新聖暦492年
ゼッキンゲン公、ラウフェン公と同盟を結ぶ。
ゼッキンゲン公、オーバワルト公が支配していた旧ワイマール公領に侵攻。
キルヒベルグ公、レルモース公の家臣が支配する旧レルモース領に侵攻。
新聖暦493年
キルヒベルグ公、旧レルモース公領完全制圧する。
新聖暦494年
ゼッキンゲン公、旧ワイマール公領を完全制圧する。
新聖暦495年
キルヒベルグ公、敗戦したオーバワルト公を攻める。オーバワルト公、必死に抵抗するがワイマールの敗戦の痛手により、じわじわと勢力を削り取られていく。
新聖暦496年
ゼッキンゲン公、ラウフェン公と共にエヒテルナッハ公領に攻め入る。
新聖暦497年
ゼッキンゲン公の策略により、エヒテルナッハ公が後ろ楯となっているコンラート二世が出奔。ゼッキンゲン公さらに策を弄し、エヒテルナッハ公の家中を混乱を成功させる。
キルヒベルグ公、選皇侯のオーバワルト公クリストフ・コールラウシュを破る。キルヒベルグ公、オーバワルト公の降伏を受け入れず一族郎党、オーバワルト公が祭り上げた光皇ヴェンツェルもろとも処刑する。
新聖暦498年
バストーニュ国王ウード四世、狩場にて事故死。三人の皇妃による王位争奪が始まる。
11月、正妻である第一夫人が失脚。
エヒテルナッハ公善戦するがワルツフート防衛戦に敗れる。
新聖暦499年
1月、エレディアによって第二夫人が投獄される。これによって、ローベル八世が即位。エレディアによる独裁が始まる。
キルヒベルグ公、旧ワイマール公領に侵攻。ラウフェン公、同盟軍のゼッキンゲン公に援軍を要請する。しかし、ゼッキンゲン公は約定は果たされたとして、ラウフェン公がキルヒベルグ公と戦っている隙にラウフェン公領に侵攻する。ラウフェン公、苦境に立ち、ゼルツタール公、ヴァルネミュンデ公に助力を要請するが両公動かず。
新聖暦500年
ラウフェン公、ゼッキンゲン公に一矢報いようと旧ワイマール公領から撤退する。
新聖暦501年
バストーニュ王国、失地回復を目指して、レールダム福音連邦に侵攻。エルンスト・カジミールによってことごとく失敗する。
ラウフェン公、ゼッキンゲン公と激闘を続けるが、ワイマールでのキルヒベルグ公との戦いの後のため余力がなく敗れる。最後は家族と共に自決。ラウフェン公が祭り上げたゲルハルト二世、行方知れずになる。
新聖暦502年
キルヒベルグ公、ゼッキンゲン公、ワイマールを巡り激突を繰り返す。戦争は膠着状態に陥る。
新聖暦503年
ロットヴァイル皇国のコブレンツ村からギュンター・ツヴァイクが義勇軍結成。シグルド・レーヴィン、相談役として参加する。
義勇軍、アローザの町を治めるアルトルフ子爵の娘エレオノーラの口利きによって、アルトルフ子爵家に雇われる。
新聖暦504年
4月8日、キルヒベルグ公軍、ゼルツタール公領メルンの町に侵攻。メルン沖会戦。義勇軍の活躍により、キルヒベルグ公軍撤退。（七皇戦争中期が終了）
アルトルフ子爵の命により、義勇軍指揮官をギュンター・ツヴァイクからシグルド・レーヴィンに任じられる。
新聖暦505年
ゼルツタール公、旧オーバワルト公領に侵攻する。義勇軍、同公領の攻略に貢献する。
新聖暦506年
7月、ゼルツタール公軍、ダーレンの町にて大都市ゼッサウ攻略のため軍を集結させる。
ゼルツタール公が占領していたロルシュ、コッヘム、フュッセンなどの拠点が次々に陥落する。
ゼッサウ駐屯軍、ダーレンに進撃を開始する。ダーレンの戦い、ゼルツタール公軍、戦力の半数を失い、撤退する。義勇軍の指揮官シグルド、捕虜となる。

## 既刊一覧
- 近藤信義（著）・えびね（イラスト）、メディアワークス→アスキー・メディアワークス〈電撃文庫〉、全10巻
  - 『ゆらゆらと揺れる海の彼方』、2004年1月10日発売[2]、ISBN 978-4-8402-2572-4
  - 『ゆらゆらと揺れる海の彼方（2）』、2004年4月10日発売[3]、ISBN 978-4-8402-2661-5
  - 『ゆらゆらと揺れる海の彼方（3）』、2004年9月10日発売[4]、ISBN 978-4-8402-2782-7
  - 『ゆらゆらと揺れる海の彼方（4）』、2005年3月10日発売[5]、ISBN 978-4-8402-2997-5
  - 『ゆらゆらと揺れる海の彼方（5）』、2005年7月10日発売[6]、ISBN 978-4-8402-3087-2
  - 『ゆらゆらと揺れる海の彼方（6）』、2006年3月10日発売[7]、ISBN 978-4-8402-3351-4
  - 『ゆらゆらと揺れる海の彼方（7）』、2007年1月10日発売[8]、ISBN 978-4-8402-3689-8
  - 『ゆらゆらと揺れる海の彼方（8）』、2007年6月10日発売[9]、ISBN 978-4-8402-3889-2
  - 『ゆらゆらと揺れる海の彼方（9）』、2008年3月10日発売[10]、ISBN 978-4-8402-4190-8
  - 『ゆらゆらと揺れる海の彼方（10）』、2008年11月10日発売[11]、ISBN 978-4-0486-7352-5